# Люг, Вернер
Вернер Люг (нем. Werner Lueg; 16 сентября 1931, Brackwede, Северный Рейн-Вестфалия — 13 июля 2014, Герден, Нижняя Саксония) — западногерманский легкоатлет, бронзовый призёр летних Олимпийских игр в Хельсинки (1952), рекордсмен мира.

## Спортивная карьера
Ещё в школьные годы зарекомендовал себя перспективным бегуном. Под руководством тренера Хайнца Шлундта в 1950 г. победил на юниорском чемпионате ФРГ на дистанции 1500 метров. Затем выступал за клуб Sportfreunde Gevelsberg (Гевельсберг). Кроме того, представлял TuS Iserlohn и Barmer TV.

## Результаты

### Соревнования
| Год  | Соревнования            | Город     | Дата       | Дистанция | Результат | Место           | Видео |
| ---- | ----------------------- | --------- | ---------- | --------- | --------- | --------------- | ----- |
| 1952 | Летние Олимпийские игры | Хельсинки | 24 июля    | 1500 м    | 3.52,0    | 1 (забег 6)     |       |
| 1952 | Летние Олимпийские игры | Хельсинки | 25 июля    | 1500 м    | 3.49,8    | 2 (полуфинал 1) |       |
| 1952 | Летние Олимпийские игры | Хельсинки | 26 июля    | 1500 м    | 3.45,4    | III             |       |
| 1954 | Чемпионат Европы        | Берн      | 26 августа | 1500 м    | 3.53,2    | 1 (забег 3)     |       |
| 1954 | Чемпионат Европы        | Берн      | 29 августа | 1500 м    | 3.46,4    | 5               |       |

### Мировой рекорд
На соревнованиях в Берлине в июне 1952 года установил мировой рекорд в забеге на дистанции 1500 метров — 3.43,0 мин.